# Landstinget (Danmark)
Landstinget var den danska riksdagens överhus mellan 1849 och 1953.  
Landstinget skapades i och med 1849 års grundlag. Antalet ledamöter var 51 och utsågs indirekt genom elektorsval. Valbara som ledamöter var män 40 år fyllda med förmögenhet om 1200 riksdaler eller 200 riksdaler inbetalt årlig skatt (cirka 4% av de röstberättigade till Folketinget). Rösträtt innehades av män fyllda 30, oavsett skattesats. Ämbetsperioden var åtta år och hälften av platserna valdes vart fjärde år. 
1866 års grundlag utökade antalet ledamöter till 66 varav 12 utsågs av kungen på livstid (vartefter så blev det de facto regeringen som utsåg dessa), 1 av Färöarnas Lagting och övriga 53 genom indirekta val med preferens för högre taxerade. I vissa fall kom större godsägare att själva vara elektorer. Valbarhetsåldern sänktes till 25 medan rösträttsåldern kvarstod på 30 år. 
Landstinget bestod efter 1915 grundlag av 76 ledamöter varav 18 valdes av föregående Landsting, 1 fortsatt av Färöarnas Lagting och övriga 57 via elektorer genom allmän och lika rösträtt. Valbarhets- och rösträttsåldern höjdes till 35 år. Fem kvinnliga ledamöter kom att väljas in vid efterföljande val år 1918.
Förslag väcktes om att avskaffa Landstinget 1939 men fick nej i folkomröstning.
Landstinget avskaffades slutligen genom grundlagsändringen 1953.

## Landstingets talmän
| Namn                         | Från             | Till              | Parti                |
| ---------------------------- | ---------------- | ----------------- | -------------------- |
| Peter Daniel Bruun           | 30 januari 1850  | 3 oktober 1862    | De Nationalliberale  |
| Mads Pagh Bruun              | 4 oktober 1862   | 23 juni 1866      | De Nationalliberale  |
| Andreas Frederik Krieger     | 9 juli 1866      | 11 november 1866  | De Nationalliberale  |
| Mads Pagh Bruun              | 12 november 1866 | 4 oktober 1869    | De Nationalliberale  |
| Carl Christian Vilhelm Liebe | 5 oktober 1869   | 30 september 1894 | Højre                |
| Henning Matzen               | 1 oktober 1894   | 5 oktober 1902    | Højre                |
| Hans Nicolai Hansen          | 6 oktober 1902   | 6 oktober 1907    | De Frikonservative   |
| Hans Christian Steffensen    | 7 oktober 1907   | 3 oktober 1909    | De Frikonservative   |
| Christian Sonne              | 4 oktober 1909   | 2 oktober 1910    | De Frikonservative   |
| Carl Goos                    | 3 oktober 1910   | 20 juli 1914      | Højre                |
| Anders Thomsen               | 21 juli 1914     | 12 juli 1920      | Venstre              |
| Frits Bülow                  | 19 augusti 1920  | 2 oktober 1922    | Venstre              |
| Ole Hansen                   | 3 oktober 1922   | 26 juni 1928      | Venstre              |
| Jørgen Jensen-Klejs          | 3 oktober 1928   | 6 oktober 1936    | Venstre              |
| Carl Theodor Zahle           | 7 oktober 1936   | 2 oktober 1939    | Det Radikale Venstre |
| Carl Frederik Sørensen       | 3 oktober 1939   | 30 september 1940 | Socialdemokratiet    |
| Charles Petersen             | 1 oktober 1940   | 31 december 1947  | Socialdemokratiet    |
| Karl Kristian Steincke       | 7 januari 1948   | 15 mars 1950      | Socialdemokratiet    |
| Ingeborg Hansen              | 16 mars 1950     | 1951              | Socialdemokratiet    |
| Karl Kristian Steincke       | 1951             | 1952              | Socialdemokratiet    |
| Ingeborg Hansen              | 1952             | 1953              | Socialdemokratiet    |